# Абаримоны

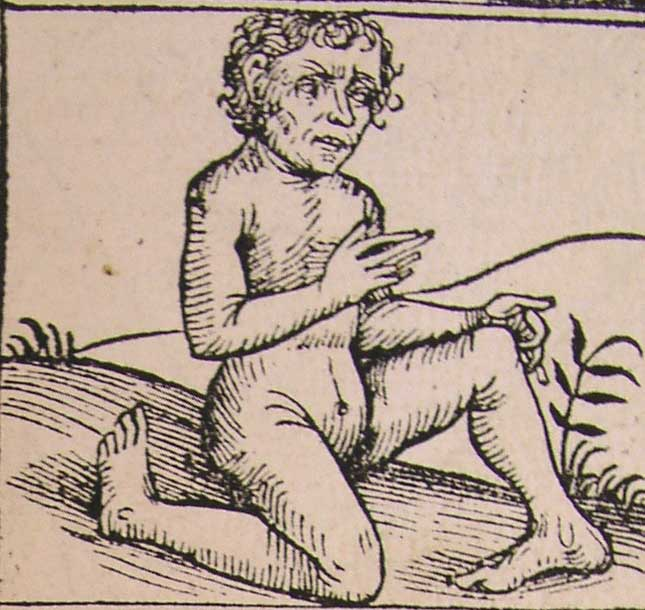
Абаримон. Ксилография Хартмана Шеделя: Нюрнбергская хроника, 1493, с. XIIr.

Абаримоны (также антиподы) ― мифическое племя, люди которые имели повёрнутые назад стопы и при этом имели способность бегать с большой скоростью. 
Этот народ был впервые описан древнеримским историком Плинием Старшим в его книге «Естественная история» (VII 11). Плиний считал, что эти люди живут в Индии. Более подробные описания жизни абаримонов встречаются у Авла Геллия в его сочинении «Аттические ночи». 
Считалось, что абаримоны жили бок о бок с дикими животными, а все попытки обычных людей изловить представителей этого народа неизменно оканчивались неудачей. Сам Плиний ссылается на Байтона ― землемера Александра Македонского. Байтон свидетельствовал, что абаримоны могли дышать воздухом только в своих родных долинах: воздух там был особого качества, и если дышать только им в течение длительного периода времени, какой-либо иной воздух вдыхать уже будет нельзя. По этой причине жители уже не могли покинуть долину и жить в каком-либо другом месте. Следовательно, не было никакой возможности поймать их и доставить ко двору далёкого правителя. 
В академических кругах выдвигается предположение, что образ абаримонов базировался на основе не существовавших в действительности диких животных, которые в древности обитали в окрестностях Гималаев. 
Согласно другой легенде, сама страна Абаримон находилась в Скифии в долине горы Имаус (которая сама может быть идентична Гиндукушу или Гималайским горам). 
Абаримон также был кратко описан в сочинении Томаса Купера «Thesaurus Linguae Romanae et Britannicae». Согласно Куперу, абаримоны были племенем, жившем в Татарии. В средние века некоторые картографы, следуя привычному гелиоцентрическому мировоззрению, рисовали монстров в форме абаримонов и помещали их на внешнюю границу мира. 